# قائمة معارك حرب العراق (2003-2011)
قائمة معارك حرب العراق (2003-2011) هذه قائمة تضم معارك حرب العراق، الذي بدأت بالغزو الأمريكي للعراق في عام 2003، حيث دخلت البلاد للأطاحة بنظام صدام حسين، وتطورت الحرب لاحقا لتصبح تمرد مسلح ثم الى صراع طائفي، وامتدت حتى انسحاب القوات الامريكية من العراق عام 2011.حيث شهدت هذه الحرب العديد من المعارك، شملت معارك تقليدية خلال مرحلة الغزو، ثم اصبحت حرب عصابات خلال مرحلة التمرد (المقاومة).

## معارك حرب العراق (2003-2011)
| اسم المعركة                               | تاريخ المعركة                 | النتيجة                                                                                      |
| ----------------------------------------- | ----------------------------- | -------------------------------------------------------------------------------------------- |
| معركة أم قصر                              | 21-25 مارس 2003               | انتصار التحالف                                                                               |
| معركة الفاو                               | 20-24 مارس 2003               | انتصار التحالف                                                                               |
| معركة البصرة (2003)                       | 21 مارس-6 ابريل 2003          | احتلال مدينة البصرة                                                                          |
| معركة الناصرية (2003)                     | 23-29 مارس 2003               | انتصار التحالف                                                                               |
| معركة كربلاء (2003)                       | 31،مارس-6،ابريل 2003          | احتلال التحالف لمدينة كربلاء                                                                 |
| معركة النجف (2003)                        | 24 مارس -4 ابريل 2003         | انتصار القوات الامريكية                                                                      |
| معركة السماوة (2003)                      | 30مارس-4 ابريل 2003           | انتصار القوات الامريكية                                                                      |
| معركة الحلة (2003)                        | 31 مارس-2 ابريل 2003          | انتصار التحالف                                                                               |
| معركة سد حديثة                            | 1-10 ابريل 2003               | انتصار القوات الامريكية                                                                      |
| معركة الكوت (2003)                        | 3-4 ابريل 2003                | انتصار القوات الامريكية                                                                      |
| معركة بغداد                               | 3-9 ابريل 2003                | •سقوط بغداد والنظام العراقي •انتصار التحالف                                                  |
| معركة عين سفني                            | 7 ابريل 2003                  | انتصار القوات الامريكية والبيشمركة                                                           |
| معركة سد ديبكة                            | 6-7 ابريل 2003                | انتصار القوات الامريكية والبيشمركة                                                           |
| معركة الموصل (2003)                       | 11-13 ابريل 2003              | انتصار القوات الامريكية والبيشمركة                                                           |
| معركة المجر الكبير                        | 24 يونيو 2003                 | انتصار المقاومة العراقية                                                                     |
| معركة مخبأ عدي وقصي                       | 22 يوليو 2003                 | مقتل عدي وقصي                                                                                |
| هجوم رمضان (2003)                         | 26 أكتوبر - 24 نوفمبر 2003    | انتصار المقاومة                                                                              |
| كمين اللطيفية (2003)                      | 29 نوفمبر 2003                | انتصار المقاومة                                                                              |
| معركة الفلوجة الأولى                      | 4 ابريل-1مايو 2004            | انتصار المقاومة العراقية                                                                     |
| معركة الناصرية (2004)                     | 6 ابريل-6 اغسطس 2004          |                                                                                              |
| حصار مدينة الصدر                          | 4،ابريل،2004-11،مايو، 2008    | دخول القوات العراقية للمدينة بدأت بادارتها                                                   |
| معركة النجف (2004)                        | 4ابريل-27اغسطس 2004           | •انسحاب القوات الامريكية من النجف •انسحاب القوات الاسبانية من حرب العراق                     |
| معركة الكوت (2004)                        | 5 ابريل -اغسطس 2004           | - انتصار الحلفاء التكتيكي - انتصار جيش المهدي الاستراتيجي والاستيلاء على المدينة             |
| معركة الرمادي (2004)                      | 6-10 ابريل 2004               | انتصار القوات الامريكية                                                                      |
| معركة حصيبة (2004)                        | 17 ابريل 2004                 | انتصار القوات الامريكية                                                                      |
| معركة دان بوي                             | 14 مايو 2004                  | انتصار القوات البريطانية                                                                     |
| معركة بيت CIMIC                           | 5-28 اغسطس 2004               | انتصار القوات البريطانية                                                                     |
| معركة سامراء                              | 1-3 اكتوبر 2004               | سيطرة الحكومة العراقية على المدينة                                                           |
| معركة الفلوجة الثانية                     | 7 نوفمبر-23 ديسمبر 2004       | انتصار التحالف                                                                               |
| معركة الموصل 2004                         | 8-16 نوفمبر 2004              | انتصار التحالف                                                                               |
| غارة بحيرة الثرثار                        | 23 مارس 2005                  | انتصار امريكي-عراقي                                                                          |
| معركة أبو غريب                            | 2 ابريل 2005                  | صدت القوات الامريكية الهجوم                                                                  |
| كمين هيت (2005)                           | 9 مايو 2005                   | انتصار المقاومة                                                                              |
| معركة القائم                              | 8-19 مايو 2005                | غير حاسمة                                                                                    |
| معركة حديثة                               | 1-4 اغسطس 2005                | انتصار القوات الامريكية واحتلال حديثة                                                        |
| معركة تلعفر (2005)                        | 1-18 سبتمبر 2005              | انتصار القوات الامريكية والعراقية                                                            |
| معركة بغداد (2006-2008)                   | 22 فبراير 2006 -11مايو 2008   | انتصار القوات الامريكية والعراقية                                                            |
| معركة الرمادي (2006)                      | 15 مارس-15 نوفمبر 2006        | انتصار القوات الامريكية والعراقية                                                            |
| معركة الحبانية الثانية                    | 17 اغسطس 2006 -14 فبراير 2007 | انتصار القوات الامريكية                                                                      |
| معركة الديوانية                           | 28 اغسطس 2006                 | وقف اطلاق النار                                                                              |
| هجوم رمضان (2006)                         | 23 سبتمبر - 22 أكتوبر 2006    | - انتصار دولة العراق الاسلامية - سيطرة التنظيم على محافظة الانبار و معضم اراضي بابل وبغداد   |
| معركة الرميثة                             | 26 سبتمبر 2006                | انتصار المقاومة العراقية                                                                     |
| معركة العمارة 2006                        | 19-20 اكتوبر 2006             | - وقف اطلاق النار - سيطرة القوات العراقية على المدينة                                        |
| معركة تركي                                | 15-16 نوفمبر 2006             | انتصار القوات الامريكية                                                                      |
| حملة ديالى                                | 25 ديسمبر 2006-19 اغسطس 2007  | انتصار التحالف                                                                               |
| معركة شارع حيفا                           | 6-24 يناير 2007               | غير حاسم                                                                                     |
| عملية مجلس محافظة كربلاء 2007             | 20 يناير 2007                 | انتصار المقاومة                                                                              |
| معركة النجف (2007)                        | 28-29 يناير 2007              | انتصار القوات العراقية والتحالف                                                              |
| معركة هيت (2003)                          | 15 فبراير 2007                | انتصار التحالف                                                                               |
| حصار القواعد البريطانية في البصرة         | 27 فبراير 2007                | - انتصار جيش المهدي - انسحاب القوات البريطانية من البصرة - خروج القوات الدينماركية من العراق |
| معركة بعقوبة                              | 10مارس-19 اغسطس 2007          | انتصار القوات العراقية والامريكية                                                            |
| معركة جزيرة الحمار                        | 30 يونيو-1 يوليو 2007         | انتصار القوات الامريكية                                                                      |
| معركة سوق الواكي                          | 13 اغسطس 2007                 | انتصار القوات البريطانية                                                                     |
| معركة كربلاء (2007)                       | 27-29 اغسطس 2007              | انتصار القوات العراقية والتحالف                                                              |
| عملية العنقاء الشبح                       | 8 يناير - 28 يوليو 2008       | - انتصار التحال في محافظة صلاح الدين وديالى - غير حاسم في محافظة الموصل وكركوك               |
| اشتباكات عاشوراء (2008)                   | 18 يناير 2008                 | انتصار القوات العراقية                                                                       |
| معركة البصرة (2008) او عملية صولة الفرسان | 25 مارس-24 ابريل 2008         | - انتصار القوات العراقية والامريكية - تجميد جيش المهدي وانسحابه من البصرة                    |
| هجمات القاعدة في العراق عام 2008          | 15 ابريل- 19 مايو 2008        | غير حاسم                                                                                     |
| عملية بشائر الخير                         | 29 يوليو - 11 اغسطس 2008      | انتصار القوات العراقية- الامريكية                                                            |
| معركة النخيل                              | 10-13 سبتمبر 2010             | انتصار تنظيم القاعدة                                                                         |

## انظر ايضاً
- حرب العراق
- غزو العراق
- المقاومة العراقية
- صدام حسين
- قائمة معارك الحرب العراقية-الايرانية
- القوات الامريكية في العراق